# Здравко Радич
Здравко Радич (24 червня 1979) — чорногорський ватерполіст.
Учасник Олімпійських Ігор 2008 року. Чемпіон світу з водних видів спорту 2005 року, срібний медаліст 2013 року.